# 강영세
강영세(姜英世, 1952년 3월 22일~2023년 7월 30일)는 대한민국의 언어학자이다.  1974년에 서울대학교 사범대학 영어교육과를 졸업했으며, 1986년에 〈Korean Syntax and Universal Grammar〉라는 박사학위논문으로 하버드대학교 대학원에서 언어학박사 학위를 취득했다.  1980년 3월 1일부터 2015년 8월 31일까지 국민대학교 영어영문학과에서 영문법을 가르쳤다.

## 저서
- 《대학 영문법》 (1998)
- 《퓨전 영문법》 (2001)
- 《대학생을 위한 고급 영문법》 (2008)
- 《대학생을 위한 고급 영문법 연습문제》 (2009)